# Monte Scindarella
Il Monte Scindarella (Scendorèlle in aquilano) è una cima dell'Appennino abruzzese, posta ad un'altitudine di 2 237 metri s.l.m. nella dorsale sud-occidentale del massiccio del Gran Sasso d'Italia, all'interno del territorio comunale dell'Aquila.

## Origini del nome
L'oronimo deriverebbe da «scendorelle» o «centorelle», termine in dialetto aquilano per indicare il centonchio, una pianta erbacea diffusa nella zona.

## Geografia
Costituisce la cima della cresta che si sviluppa a sud-ovest di Campo Imperatore, a cavallo tra l'altopiano e la valle di Assergi, denominata popolarmente Valle Fredda. ed è suddivisa in due versanti: quello settentrionale rivolto verso la parte alta di Campo Imperatore e quello meridionale — a dislivello sensibilmente maggiore — rivolto verso la conca aquilana e la fossa di Paganica; su quest'ultimo versante, si protende una cresta minore dominata dal Monte Celluccio (2 132 metri s.l.m.) mentre, frontalmente, si staglia il Montecristo.

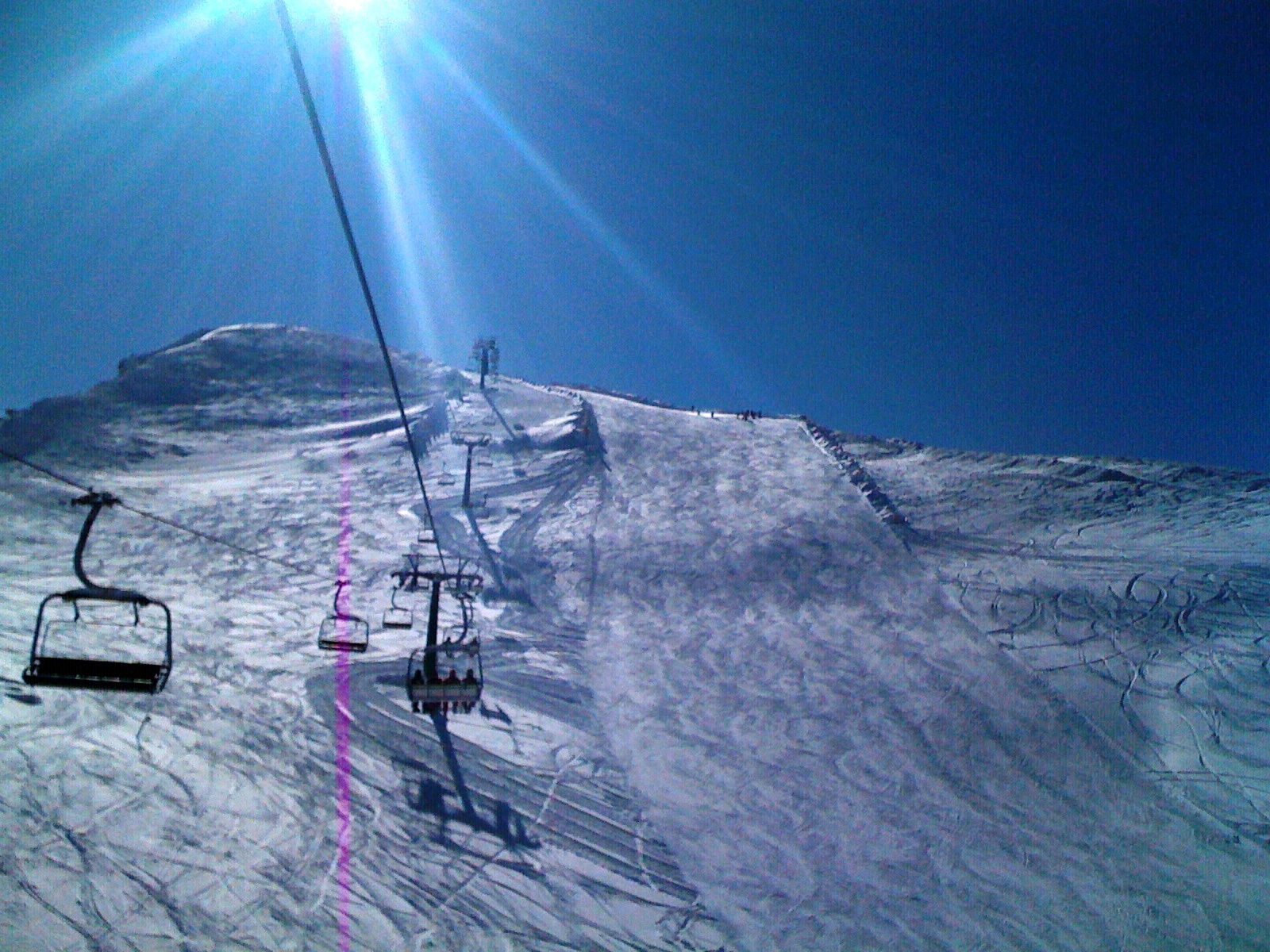
Impianti di risalita sul versante settentrionale del Monte Scindarella.

Caratteristica geomorfologica dello Scindarella è l'essere una montagna con una cresta abbastanza lunga solitamente erbosa e molto più dolce rispetto ad altre cime più importanti del Gran Sasso d'Italia. Dalla cima si ha una panoramica veduta della conca aquilana (a sud-ovest), del vasto altopiano di Campo Imperatore (a nord-est) e delle vette maggiori del massiccio — Monte Aquila, Monte Brancastello, Monte Prena e Monte Camicia) e, più retrostante, Corno Grande — (a nord-ovest); nelle giornate terse non è raro scorgere il mare Adriatico. Sul versante settentrionale sono presenti diverse formazioni di calanchi che scendono fino all'altopiano.
Insieme al Monte Portella, posto sul versante opposto di Campo Imperatore, è considerata una delle vette del massiccio più facili da scalare: è raggiungibile sia a piedi sia tramite seggiovia poiché il versante settentrionale ospita parte degli impianti di risalita e relative piste da sci dell'omonima stazione sciistica. È inoltre in progetto l'ampliamento della stazione anche sul versante meridionale, mediante l'unione in comprensorio con gli impianti in disuso di Montecristo collocati nella fossa di Paganica.

### Accessibilità
- da Campo Imperatore (albergo di Campo Imperatore) in circa 1.30 ore;
- da Campo Imperatore (base seggiovia) in 0.10 ore mediante seggiovia;.